# 巴黎地鐵2號線
巴黎地铁2號線（法語：Ligne 2 du métro de Paris）是法國巴黎地铁第二條通車的路線，於1900年通車。本線自太子妃门站起，向东至维克多·雨果站後轉北，沿區界道路而行，呈东北-东-东南走向，途经巴黎右岸中北部地区，最後訖於民族廣場。2号线为巴黎地铁系统中的北环线，与6号线（南环线）呈互补状。

## 歷史
关于巴黎地铁建设的想法源于1845年，铁路公司偏好利用连接郊区铁路网构建地铁，而市政府希望在市内新建不同系统的中小型铁路，双方争执数十年，直到巴黎交通状况持续恶化，暨1900年世博会临近，最终市政府的计划被采用。而2号线即为巴黎地铁网络一期工程的一部分。
起初2号线被设计成一个"C"字型的走向，从民族广场往西北，经巴黎右岸中北部向西偏南，到达戴高乐广场之后往南穿越塞纳河至左岸，再向东南到达意大利广场。因为线路过长，2号线以戴高乐广场（凯旋门）为界，分为2号北线和2号南线。

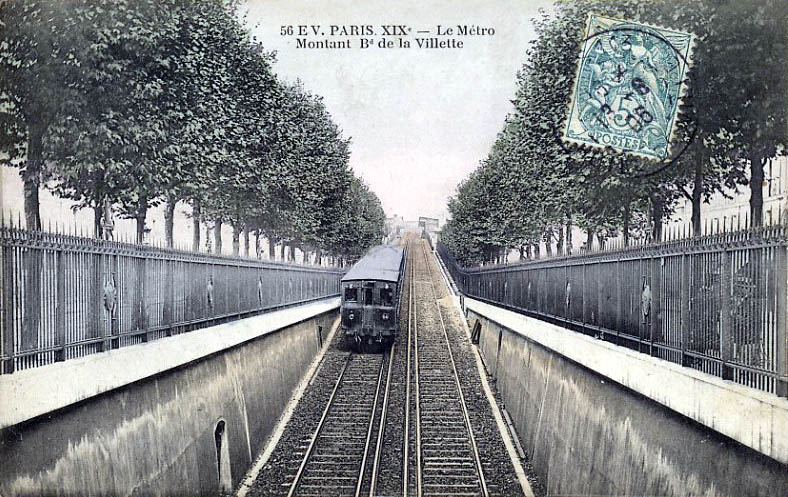
1900年代的2号线一瞥

- 1900年12月13日，2號北線太子妃门站和夏爾·戴高樂-星形站之间的路段通车。
- 1902年10月7日，线路延长至安特卫普站。
- 1903年1月31日，线路延长至巴尼奥莱站（已改名为大仲马站）。期间路段要穿越巴黎北站和巴黎东站的铁路网，以及圣马丹运河，经过在修建成本和公众反馈上的多次斟酌，最后决定修建架空路段。架空路段由长度在19.48米到27.06米不等的金属跨梁构成。其中跨越巴尔贝斯大道（法语：Boulevard Barbès）的架空距离达到35.89米，跨越欧贝维利耶路（法语：Rue d'Aubervilliers）的架空距离达到43.47米，跨越铁路网的架空距离则达到75.25米。架空路段的高度为5.2米，同时不能妨碍消防车和双层有轨电车通过。同年4月2日，2号北线全线通車。
- 1907年10月14日，2号南线并入5号线，因此2号北线改名為2號線。此后线路不再有大的变更。

### 1903年地铁火灾

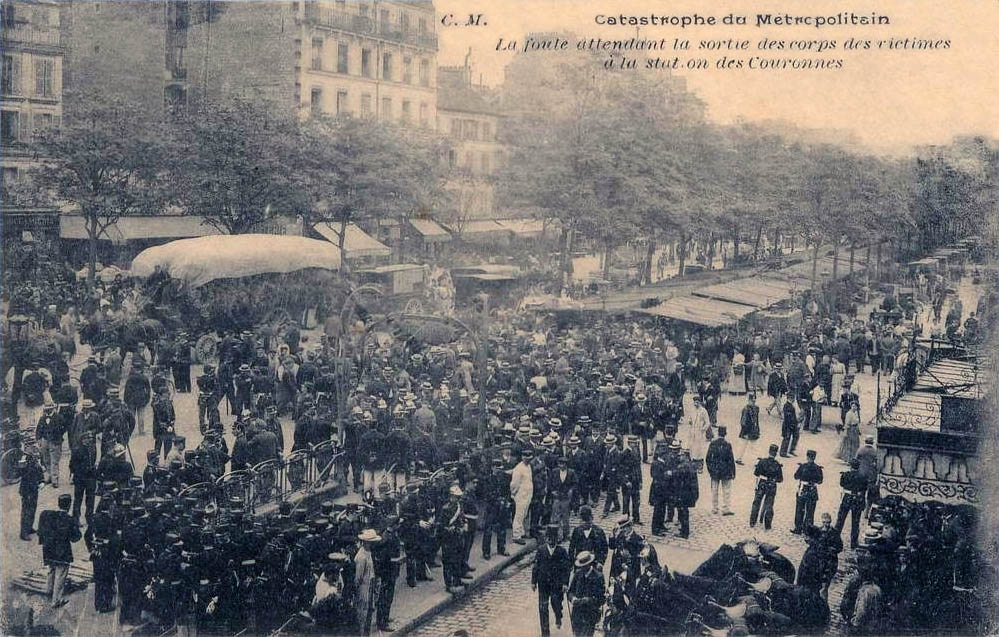
火灾救援现场

1903年8月10日傍晚，一班东行列车在巴尔贝斯站发现电路短路并冒烟起火，乘客被当场疏散并转移至另一班列车上，火势在得到初步控制時为安全起见，故障的列车空载驶向终点，但载客的列车亦随后跟进，从架空路段驶入地下。
片刻之后，在梅尼尔蒙唐站故障的列车再次起火，这次关闭引擎也无法阻止火势扩大，於是被迫停止运行。而后面满载乘客的列车已到达后方的皇冠站，被前面起火的列车阻挡，乘客被再次疏散，并被要求立刻离开车站，但很多人却围着司机要求退还车资。在沒有答复情況下，众人情绪激动吵着不愿离开，错过了逃生的最佳时机。
前面的列车还在燃烧，浓烟继续扩散, 突然弥漫到皇冠站的站厅，能见度骤降，人们被烟雾包围，随之而来的断电让逃生现场变得一片混乱。最终84人窒息而亡。
此次事故促使当局大力改进地铁系统的安全标示，设立供照明和供列车行驶的两个完全独立的电路系统，以及随后更换M1列车为斯普拉格-汤姆森列车。

## 车站列表

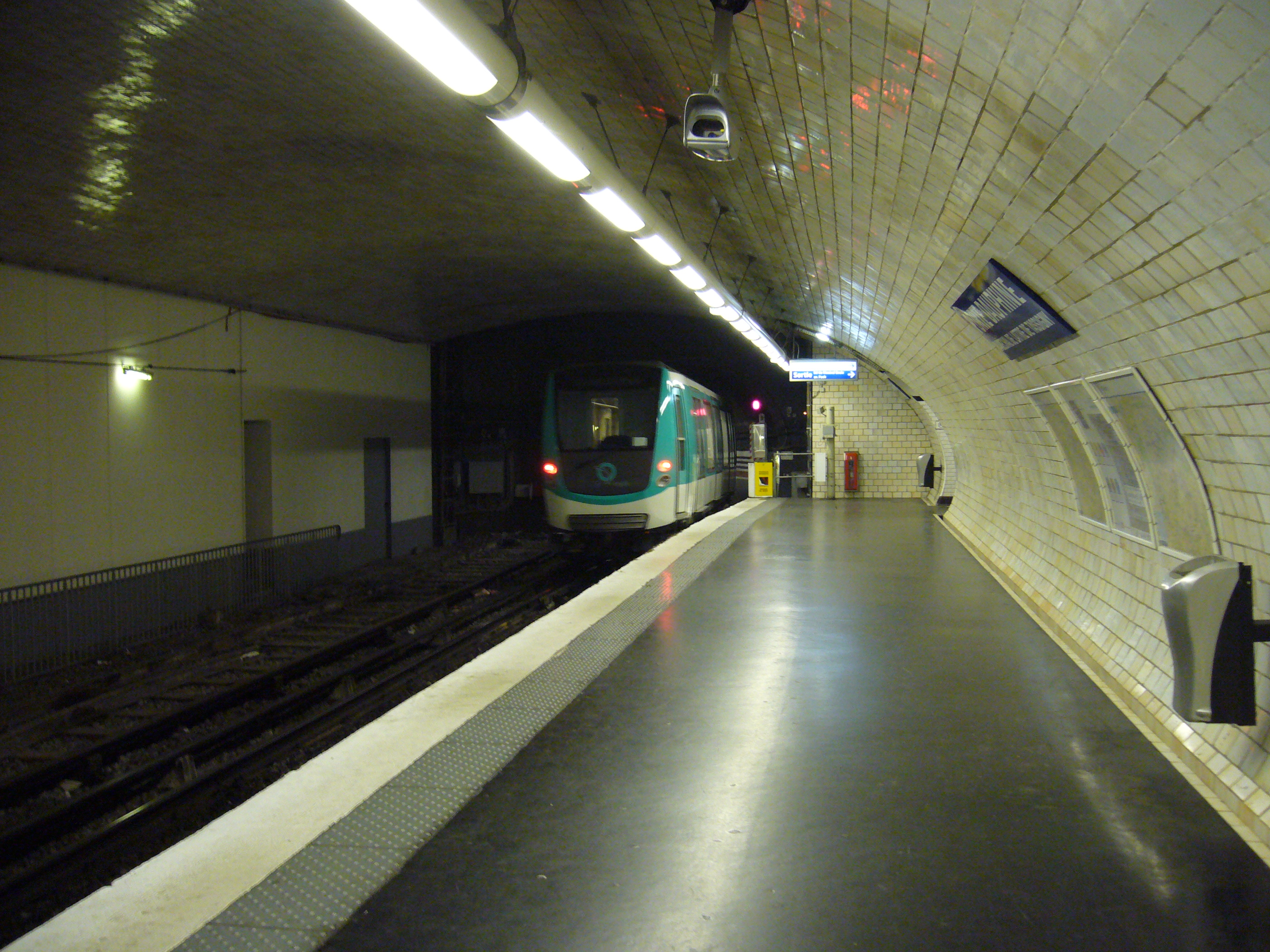
太子妃门站

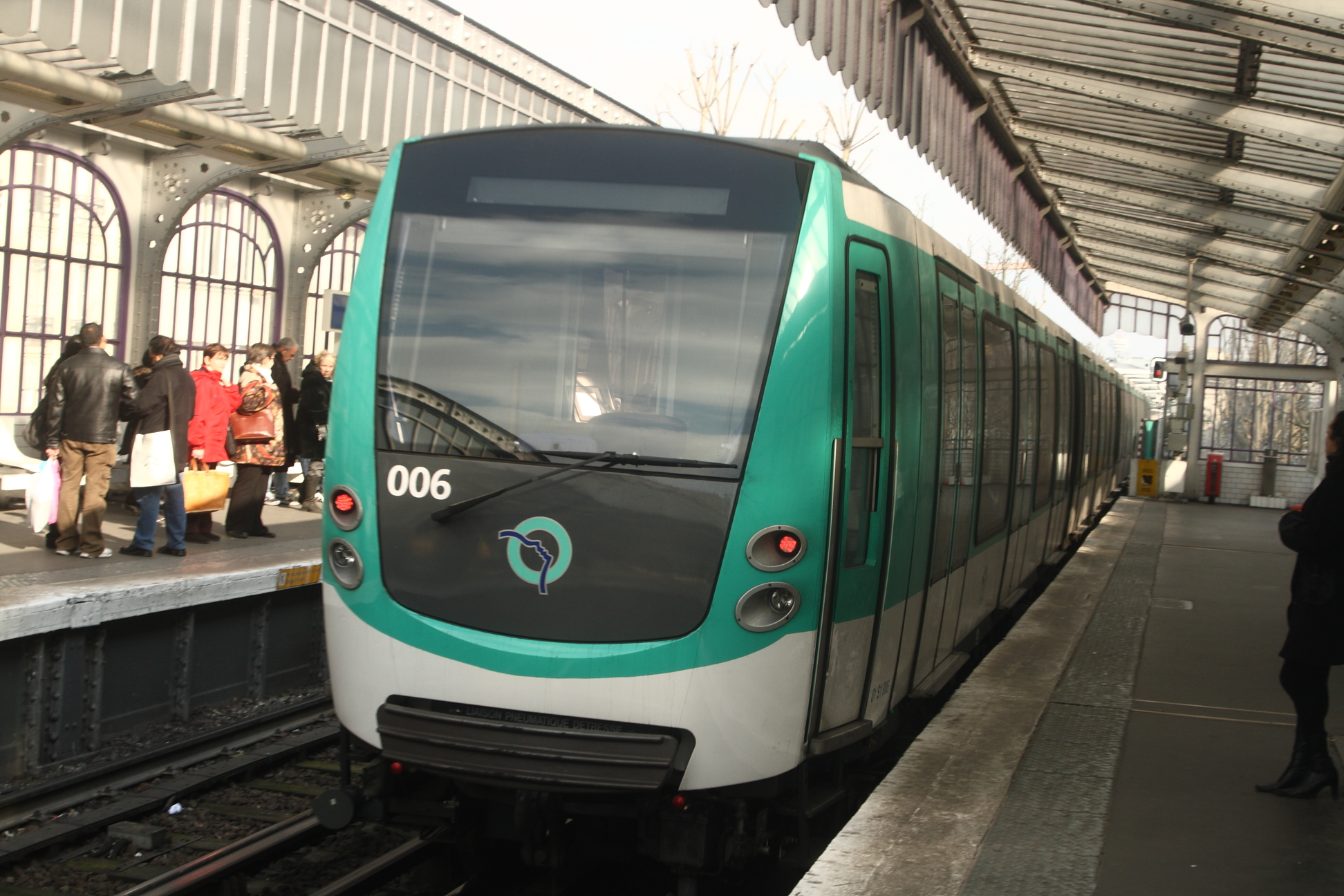
MF 01停靠在拉沙佩勒站

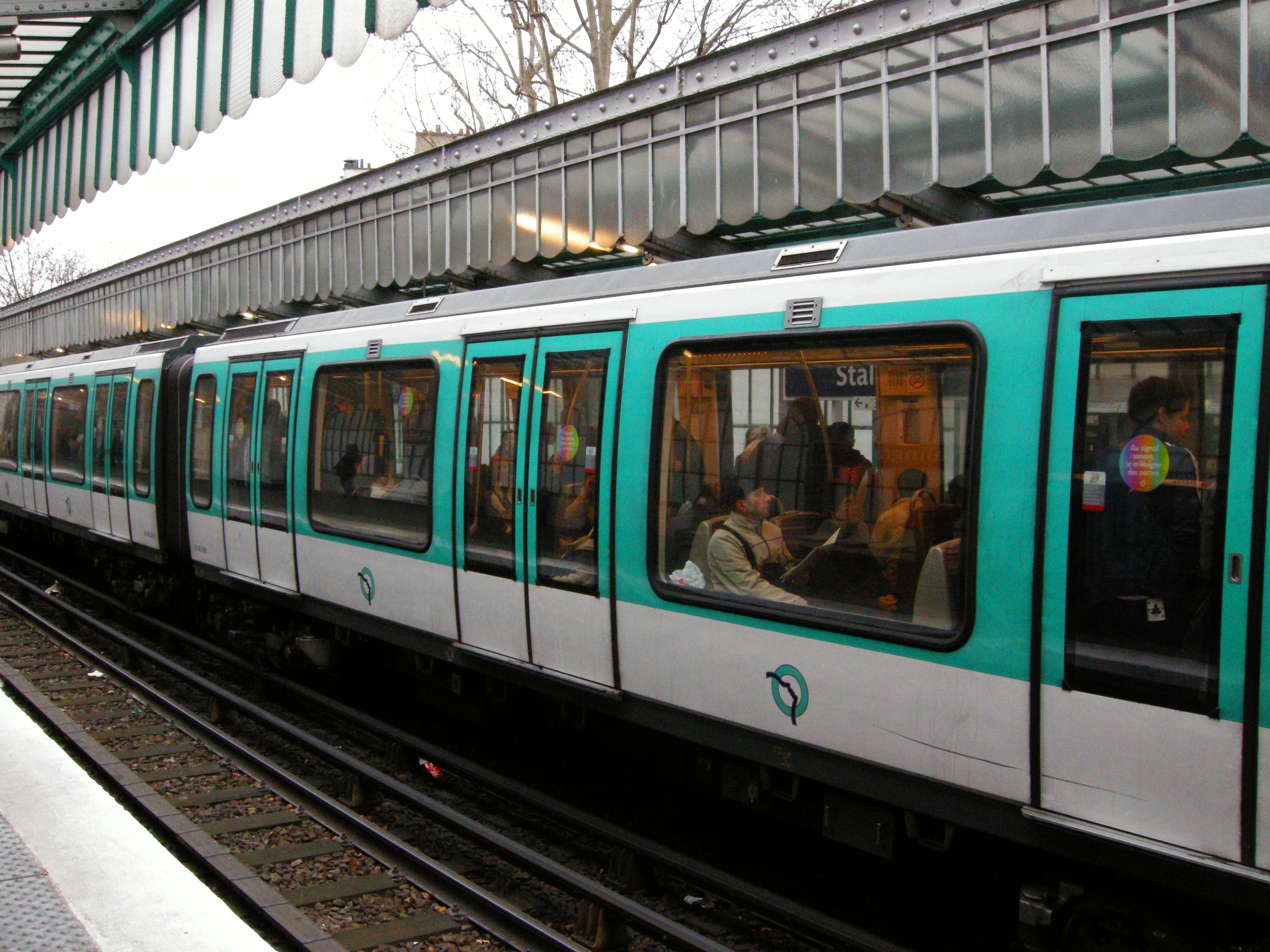
MF 01停靠在史達林格勒站

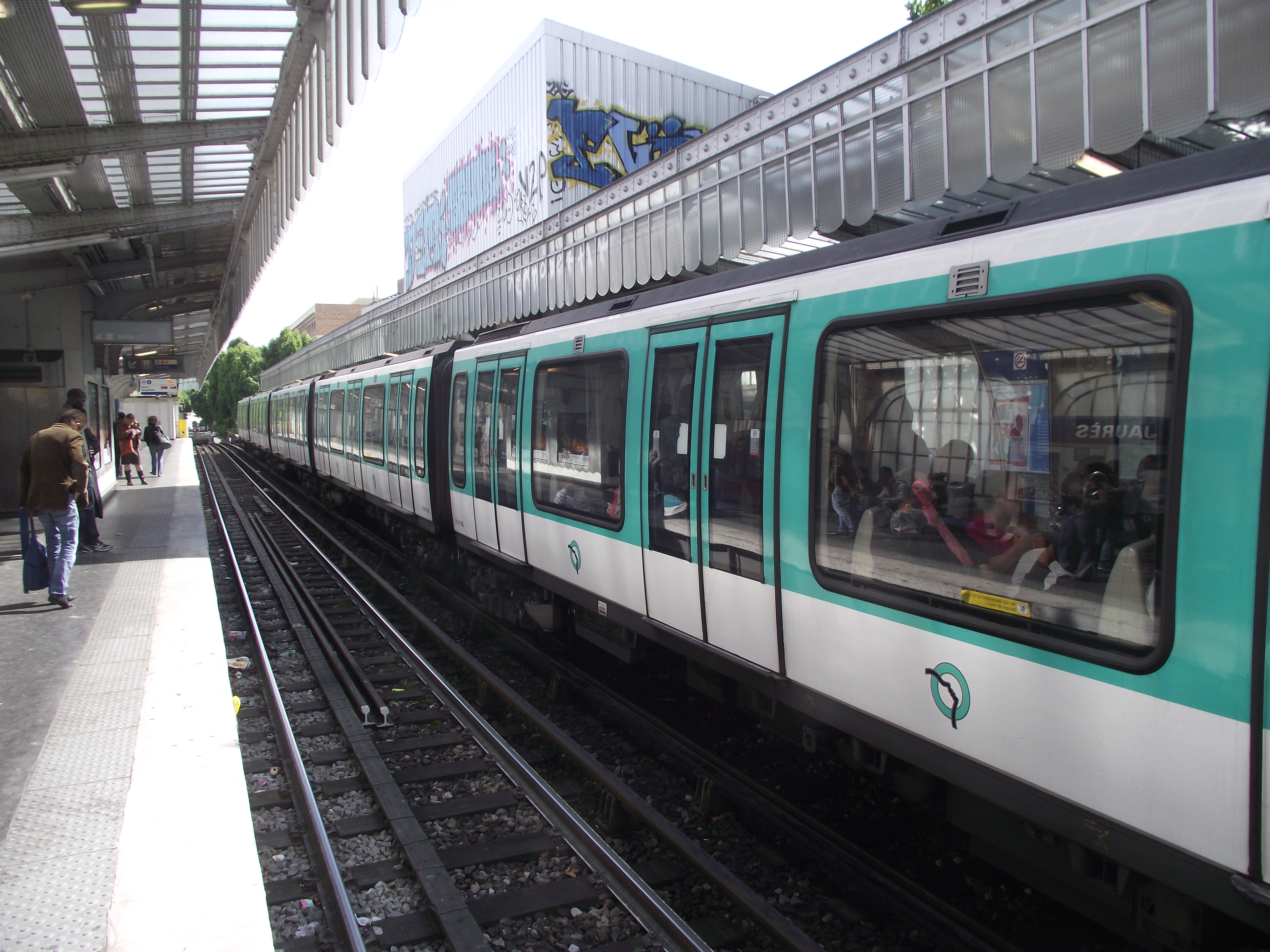
MF 01停靠在饶勒斯站

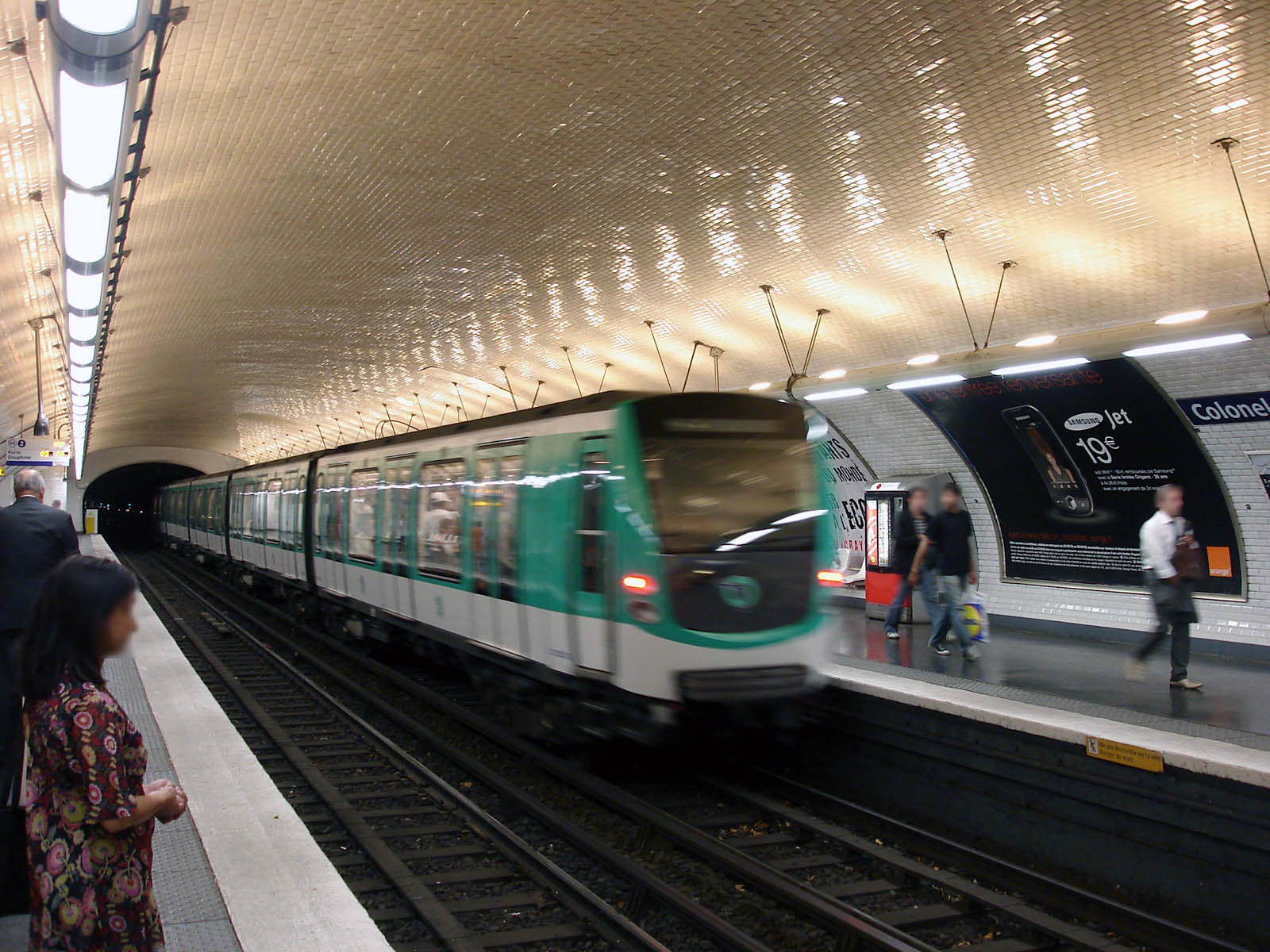
法比安上校站

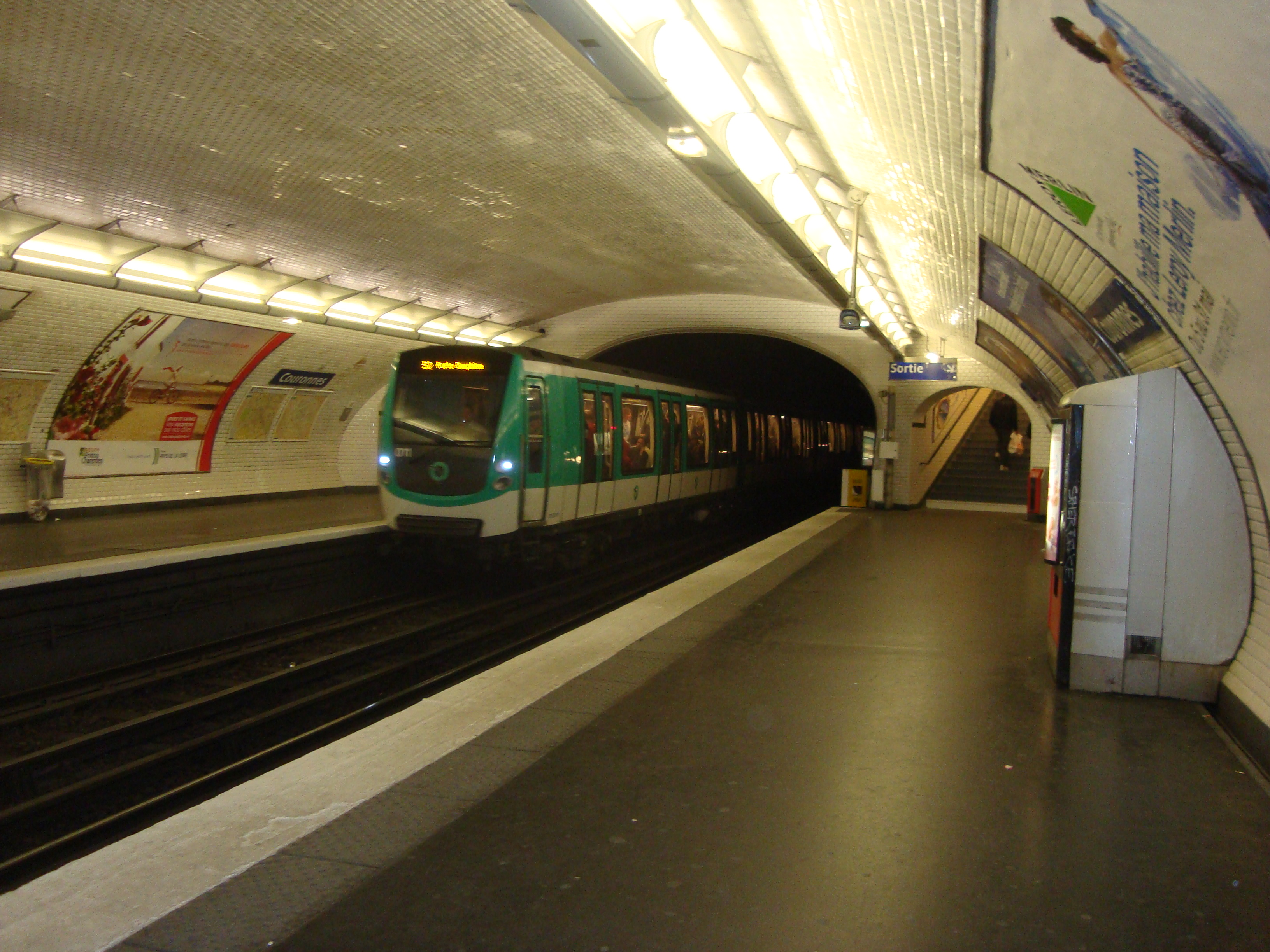
皇冠站

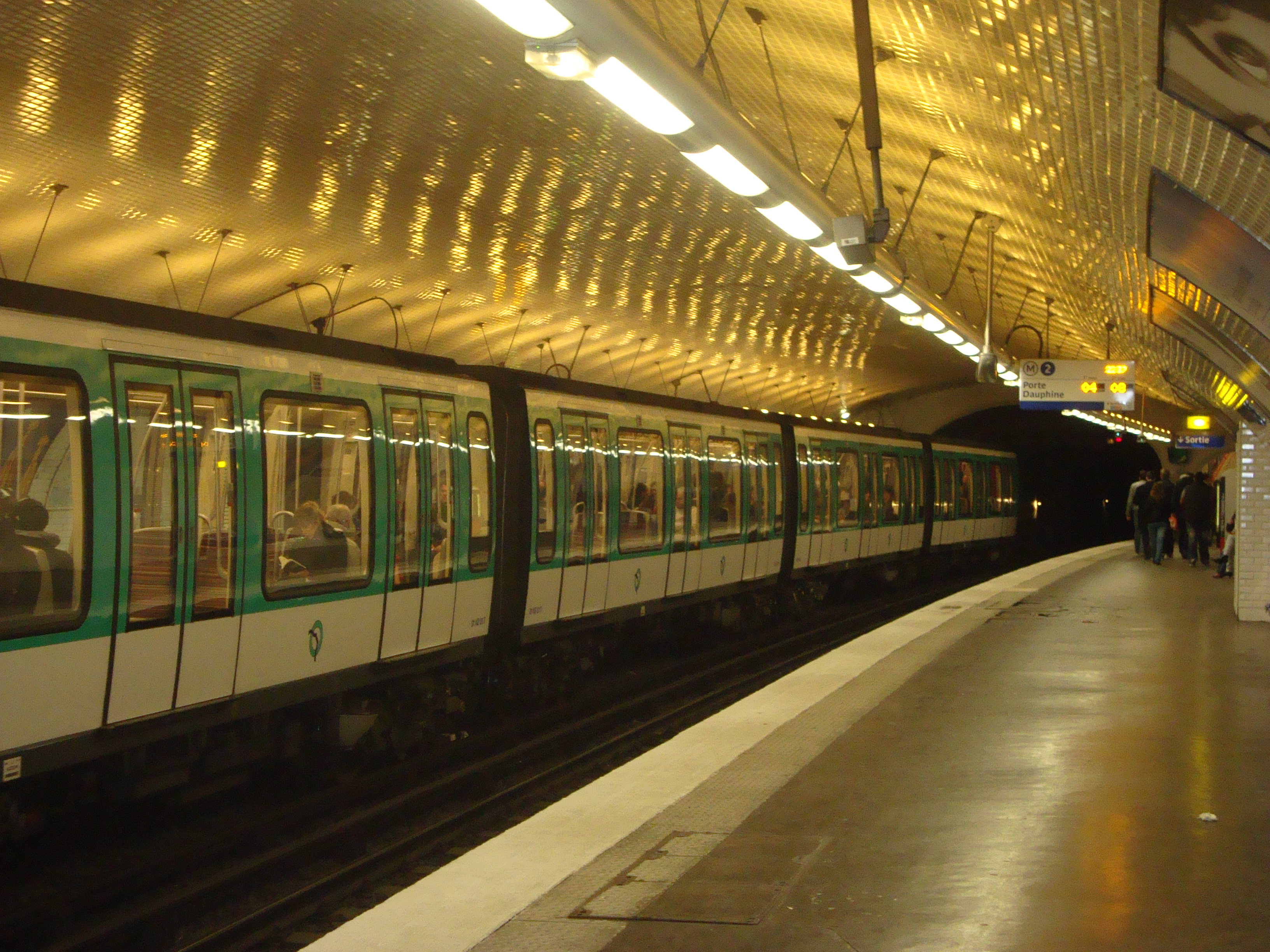
梅尼尔蒙唐站

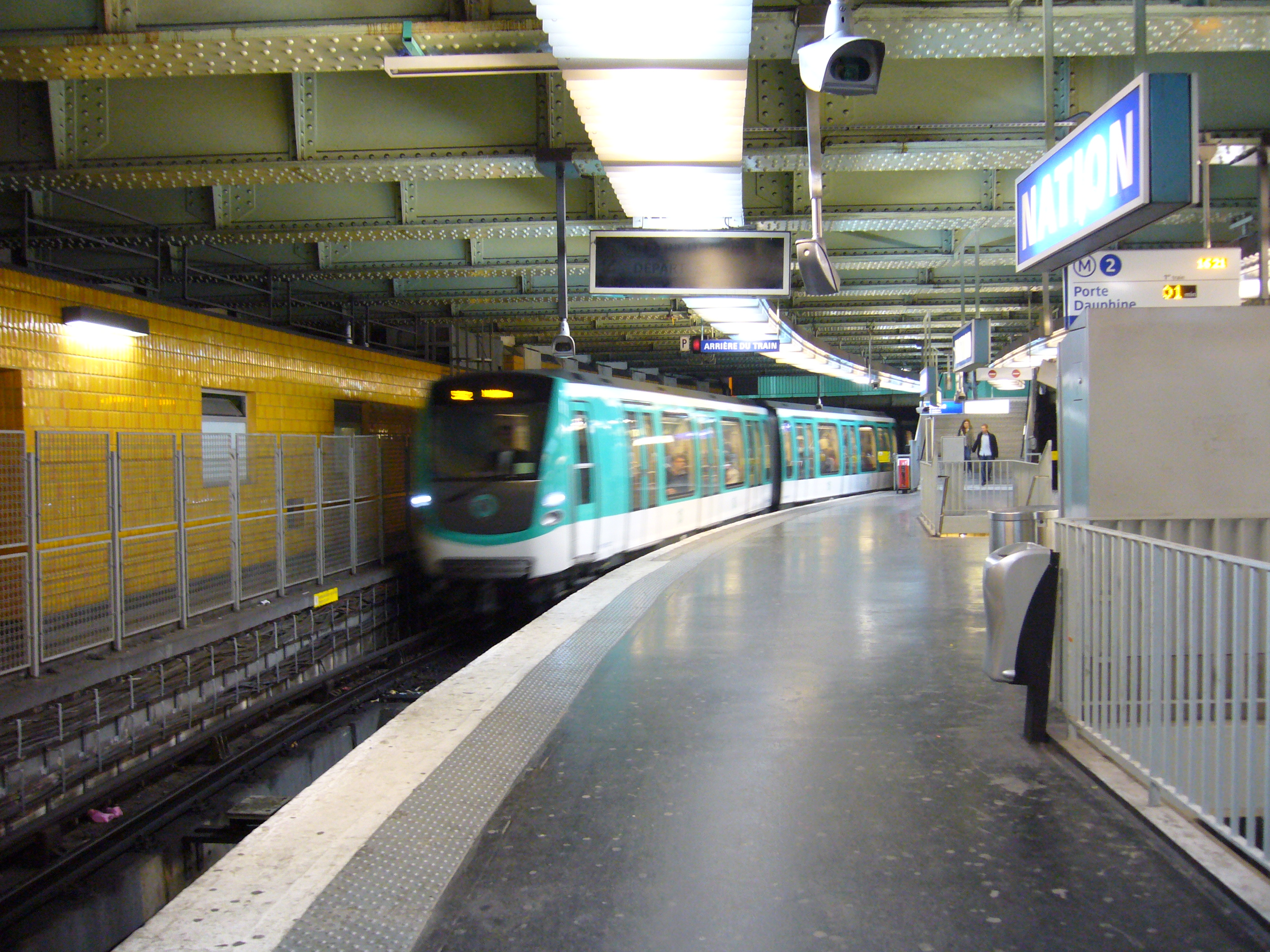
民族站

全線都無法無障礙通行，都位於巴黎市內。
| 中文站名            | 法文站名 | 轉乘路線                                                                            | 所在地                 |
| ------------------- | -------- | ----------------------------------------------------------------------------------- | ---------------------- |
| 太子妃门            |          | （福煦大街，出站轉乘）                                                              | 16區                   |
| 维克多·雨果         |          |                                                                                     | 16區                   |
| 夏爾·戴高樂-星形    |          | (M) · (1) · (6) · (RER) · (A)                                                       | 8區、16區、17區        |
| 泰尔讷              |          |                                                                                     | 8區、17區              |
| 庫爾塞勒            |          |                                                                                     | 8區、17區              |
| 蒙索                |          |                                                                                     | 8區、17區              |
| 維利耶              |          | (M) · (3)                                                                           | 8區、17區              |
| 羅馬                |          |                                                                                     | 8區、17區              |
| 克利希廣場          |          | (M) · (13)                                                                          | 8區、9區、17區、18區   |
| 白色                |          |                                                                                     | 9區、18區              |
| 皮加勒              |          | (M) · (12)                                                                          | 9區、18區              |
| 安特衛普            |          | 蒙馬特纜車                                                                          | 9區、18區              |
| 巴尔贝斯-罗什舒阿尔 |          | (M) · (4)                                                                           | 9區、10區、18區        |
| 拉沙佩勒            |          | （巴黎北站） （巴黎北） （马真塔） 歐洲之星、Thalys、TGV、法國城際列車、TER上法蘭西 | 10區、18區             |
| 斯大林格勒          |          | (M) · (5) · (7)                                                                     | 10區、19區             |
| 饒勒斯              |          | (M) · (5) · (7bis)                                                                  | 10區、19區             |
| 法比安上校          |          |                                                                                     | 10區、19區             |
| 美麗城              |          | (M) · (11)                                                                          | 10區、11區、19區、20區 |
| 皇冠                |          |                                                                                     | 11區、20區             |
| 梅尼尔蒙唐          |          |                                                                                     | 11區、20區             |
| 拉雪兹神父          |          | (M) · (3)                                                                           | 11區、20區             |
| 腓力二世            |          |                                                                                     | 11區、20區             |
| 大仲馬              |          |                                                                                     | 11區、20區             |
| 阿夫龙              |          |                                                                                     | 11區、20區             |
| 民族                |          | (M) · (1) · (6) · (9) · (RER) · (A)                                                 | 11區、12區             |

### 车站设施
除巴尔贝斯-罗什舒阿尔站到饒勒斯站之间的四个车站为架空车站外，2号线其余车站均为地底车站。大部分车站都设有两个侧式月台，右上左下。唯独太子妃门站呈不平行的「一岛一侧」的混合式月台，列车在北面侧式月台落客后，利用终点环路驶入南面的岛式月台载客返回。民族站为岛式月台，列车的落客与载客在同一月台完成，并且同样利用终点环路进站和离站。
全线车站都设有自动售票机、咨询处和列车即时资讯显示器。部分车站设有残障人士设施和升降机。

### 车站曾用名

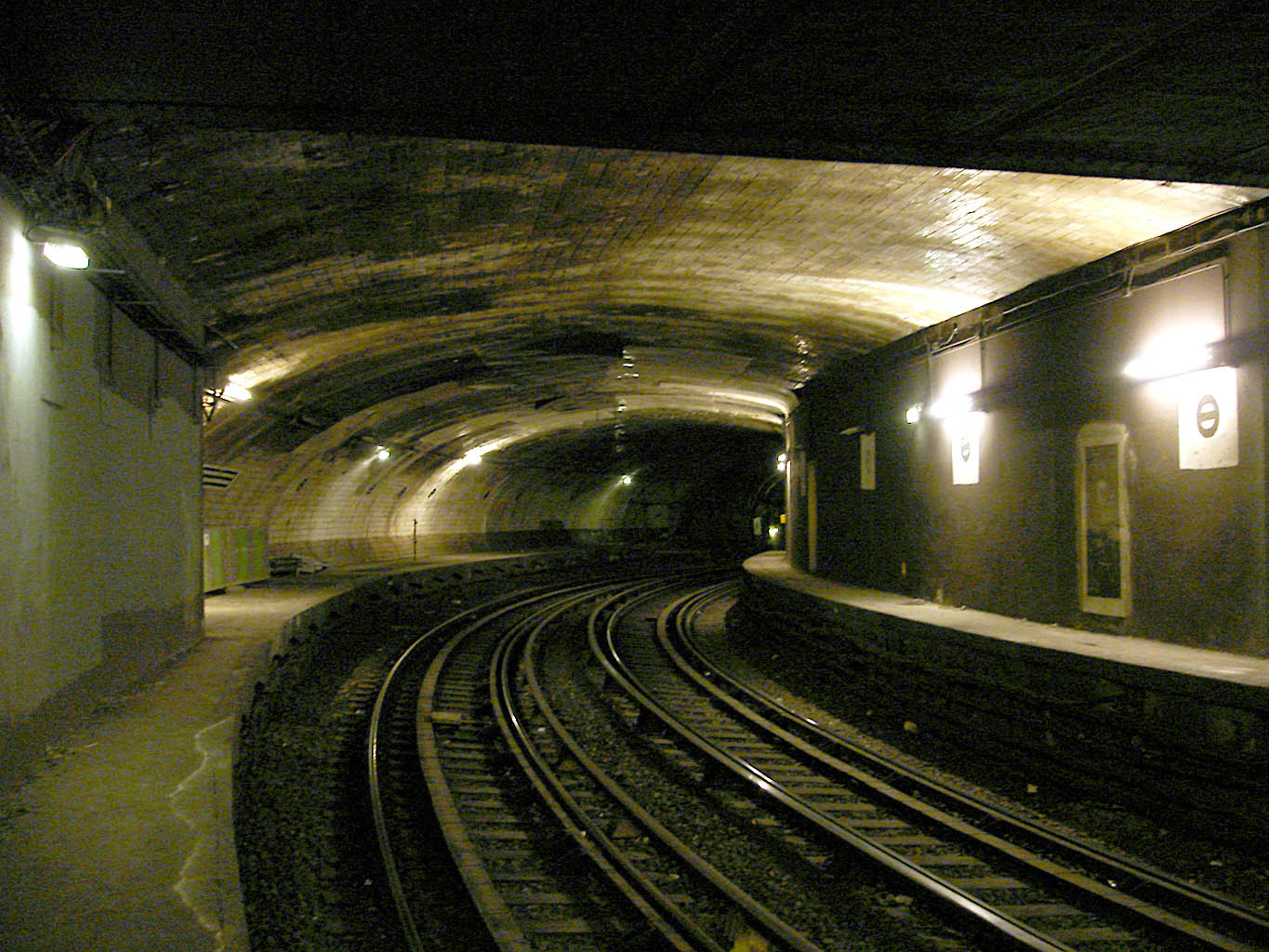
雨果车站废弃的旧站台

- 巴尔贝斯-罗什舒阿尔站在1907年10月15日之前叫做「巴尔贝斯大道站」。
- 饒勒斯站在1914年8月之前叫做「德国路站」，因为一战爆发而更名。
- 斯大林格勒站在1946年2月10日之前叫做「欧贝维利耶-维莱特大道站」，为纪念斯大林格勒战役而改名。
- 法比安上校站在1945年8月19日之前叫做「战斗站」。
- 大仲馬站在1970年9月13日之前叫做「巴尼奥莱站」。
- 夏爾·戴高樂-星形站在1970年2月之前只是简单的命名为「星形」。

### 车站特色
- 太子妃门站的入口保留了迄今已为数不多的吉玛特色装饰。
- 维克多·雨果站的西面是废弃的旧月台，考虑到月台弧度过大带来的危险，1931年该车站进行了重建，原有月台就此停用。

## 使用車型

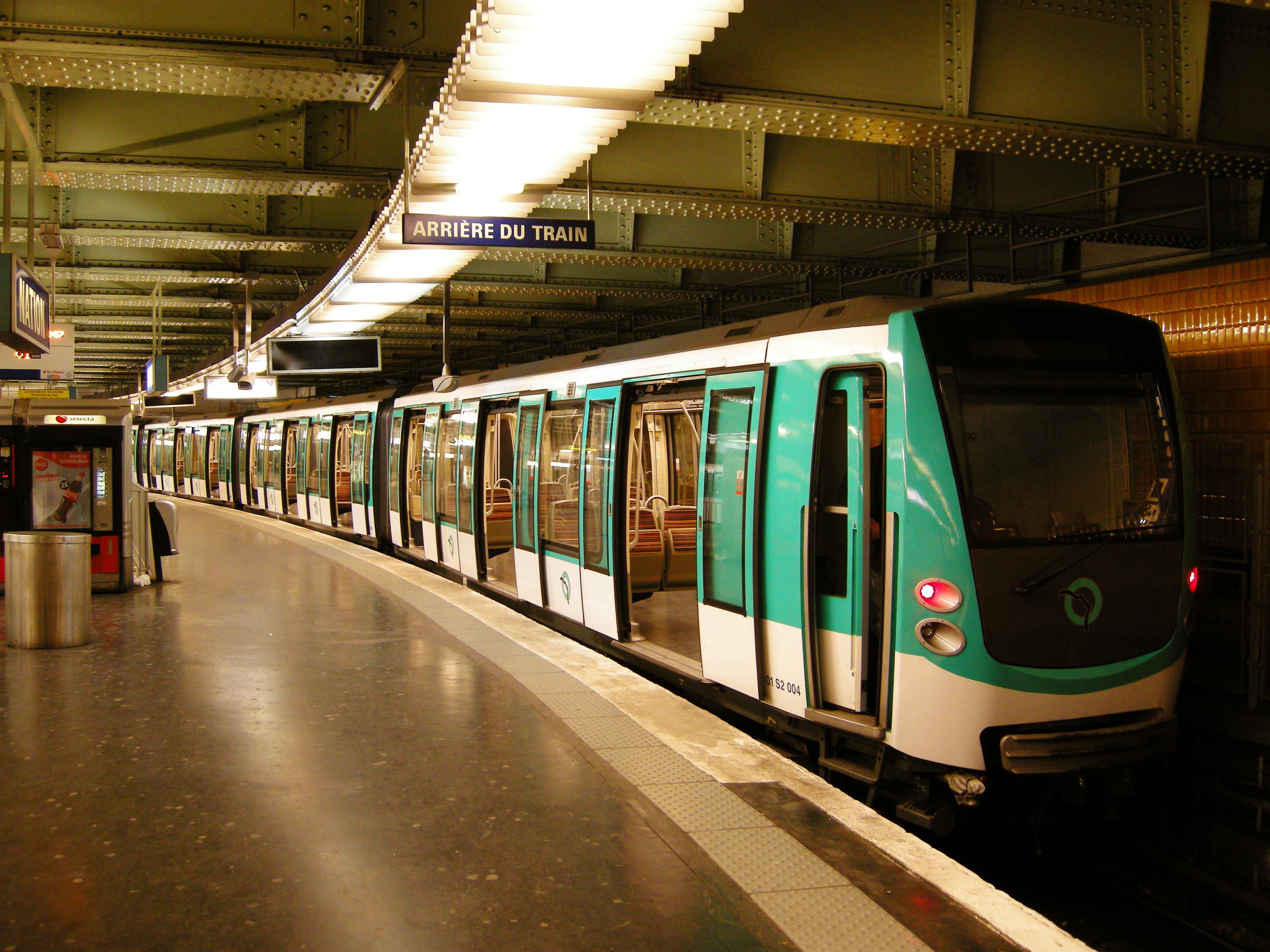
MF 01列车停靠在民族广场车站

- 2号线刚通车时使用的车型是M1列车（法语：M1 (métro)），为木造车厢。1903年的地铁火灾后，该车型被发现存在供电短路情况下极易加速燃烧的构造缺陷。1904年后，M1列车陆续被斯普拉格列车替换。

- 1978年起，固有的斯普拉格老车厢陆续被MF 67车型（法语：MF 67）取代，MF 67以五节车厢一组运行。

- 2007年1月17日, 最新的MF 01列车（法语：MF 01）投入到2号线试运行。次年6月11日后，MF 01列车开始正式取代原有的MF 67列车，车长仍然是五节车厢一组。到2011年3月22日，45组的MF 01已经全部投递完成，而4月中旬MF 67亦全部下线。

## 使用状况
贯通右岸中北部的2号线是巴黎地铁系统中一条重要的线路，客流量虽然只相当于1号线的一半，但同时亦达到11号线的2倍。从1992年到2004年，该线路的客流量稳定的增长了8.1%。
| 年份            | 1992 | 1993 | 1994 | 1995 | 1996 | 1997 | 1998 | 1999 | 2000 | 2001 | 2002 | 2003 | 2004 |
| 客流量 (百万人) | 85,2 | 83,1 | 82,7 | 73,0 | 77,1 | 78,5 | 81,0 | 80,8 | 82,9 | 82,5 | 86,7 | 84,6 | 92,1 |

其中, 美麗城站和巴尔贝斯-罗什舒阿尔站的年均客流量分别达到1093万和914万，高于线上其他站点。

## 周边主要旅游景点

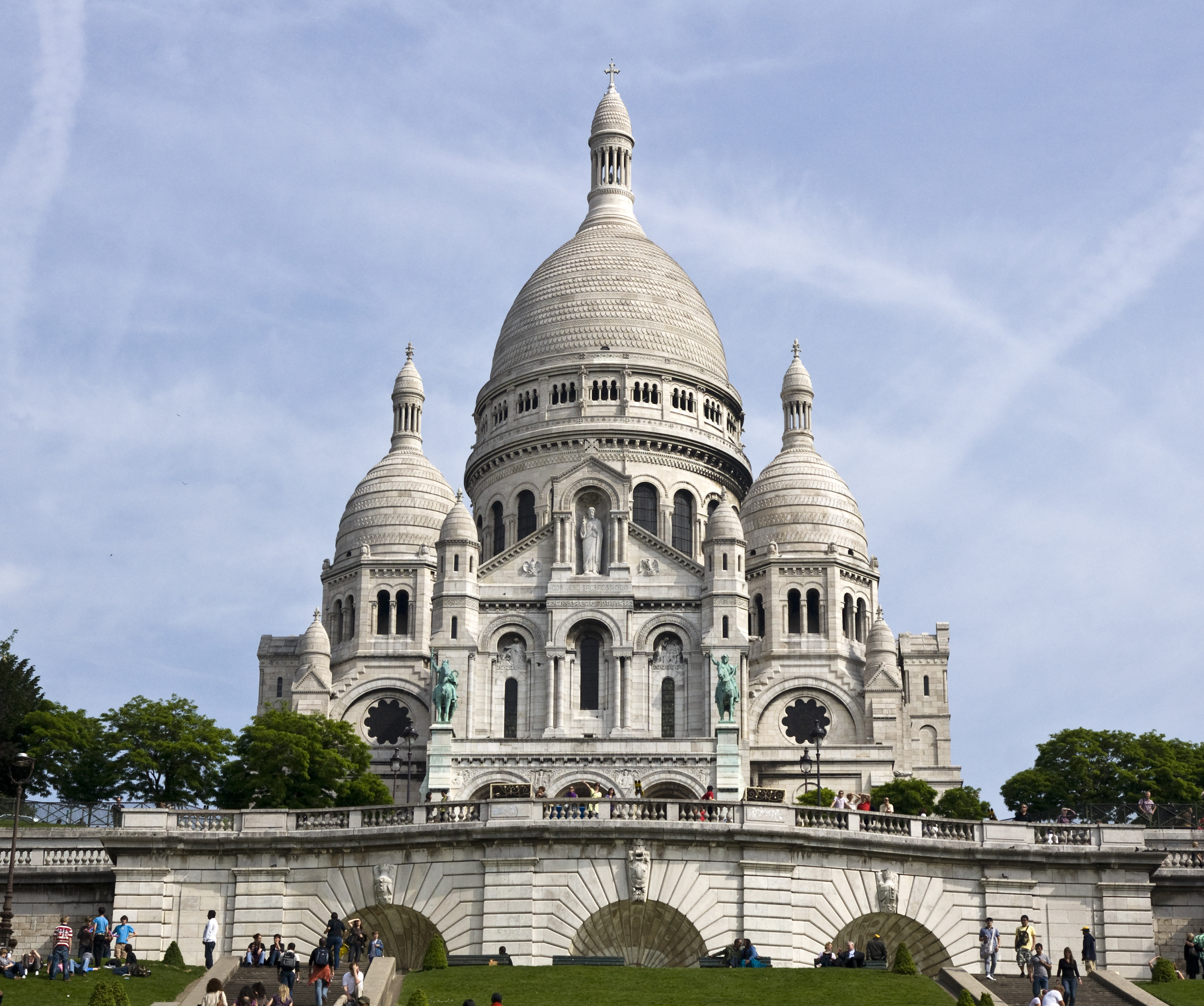
圣心堂

- 布洛涅森林
- 凯旋门
- 香榭丽舍大街
- 蒙索公园
- 红磨坊
- 蒙马特高地
- 圣心堂
- 巴尔贝斯商业街（法语：Boulevard Barbès）、塔蒂市场（法语：Tati (entreprise)）和古特多尔所在地。
- 拉雪兹神父公墓

2号线在安特卫普站和法比安上校站之间的路段为架空路段，很适合城市观光。

## 外部連結
- （页面存档备份，存于） 巴黎大众运输公司
- BlogenCommun网站上对2号线的评论